# Вікторівка (Миколаївський район)
Ві́кторівка (в минулому  — Болгарка) — село в Україні, у Березанській селищній громаді Миколаївського району Миколаївської області. Населення становить 307 осіб у 2001 році.

## Відомі люди
Уродженцем села є Добров Іван Петрович (1909—1975) — повний кавалер ордена Слави.